# Icchak Löwy
Icchak Löwy (ur. 10 września 1887 w Warszawie, zm. 1942 w Treblince) – polski aktor teatralny.

## Życiorys
Urodził się w rodzinie pobożnych chasydzkich Żydów, którzy nie akceptowali zainteresowania syna teatrem. Była to jedna z przyczyn wyjazdu Icchaka w 1904 do Paryża, gdzie podjął pracę w fabryce. Rok później związał się z amatorską grupą teatralną, która wystawiała sztuki w jidysz. Od 1906 należał do wędrownej, zawodowej trupy teatralnej, która również wystawiała w jidysz. Występowali w Bazylei, Zurychu, Wiedniu i Berlinie. Pod koniec 1912 podczas pobytu w Pradze poznał Franza Kafkę, Icchak Löwy zaprzyjaźnił się z pisarzem, czego efektem była późniejsza korespondencja. Kafka uczestniczył w wielu występach, był inicjatorem wieczoru recytatorskiego na cześć Icchaka Löwy. W tym czasie artysta postanowił założyć własną grupę teatralną, ale przedsięwzięcie nie powiodło się. Podczas I wojny światowej podczas pobytu w Budapeszcie występował, jako recytator, ponownie spotkał się z Franzem Kafką. W 1920 powrócił do Warszawy, początkowo był wędrownym recytatorem, a w 1924 założył w Warszawie teatr. Po 1930 został felietonistą, pisał do żydowskich gazet m.in. „Undzer Expres”. 
Podczas okupacji niemieckiej znalazł się w utworzonym w 1940 roku getcie warszawskim. W czasie wielkiej akcji deportacyjnej latem 1942 został wywieziony do obozu zagłady w Treblince, gdzie zginął.